# ماتيو برانديلي
ماتيو برانديلي (بالإيطالية: Matteo Prandelli)‏ هو لاعب كرة قدم إيطالي في مركز الهجوم، ولد في 18 نوفمبر 1988 في بريشا في إيطاليا. شارك مع منتخب بادانيا لكرة القدم. أما مع النوادي، فقد لعب مع أوليمبيا كوليجيانا ونادي سيينا ونادي كوكسي ونادي كومو ونادي مسينا ونادي مونتيكياري.

## وصلات خارجية
- ماتيو برانديلي على موقع الاتحاد الأوربي (الإنجليزية)
- ماتيو برانديلي على موقع قاعدة بيانات كرة القدم.إي يو (الإنجليزية)
- ماتيو برانديلي على موقع Soccerway.com (الإنجليزية)